# Georg Christoph von Daembke

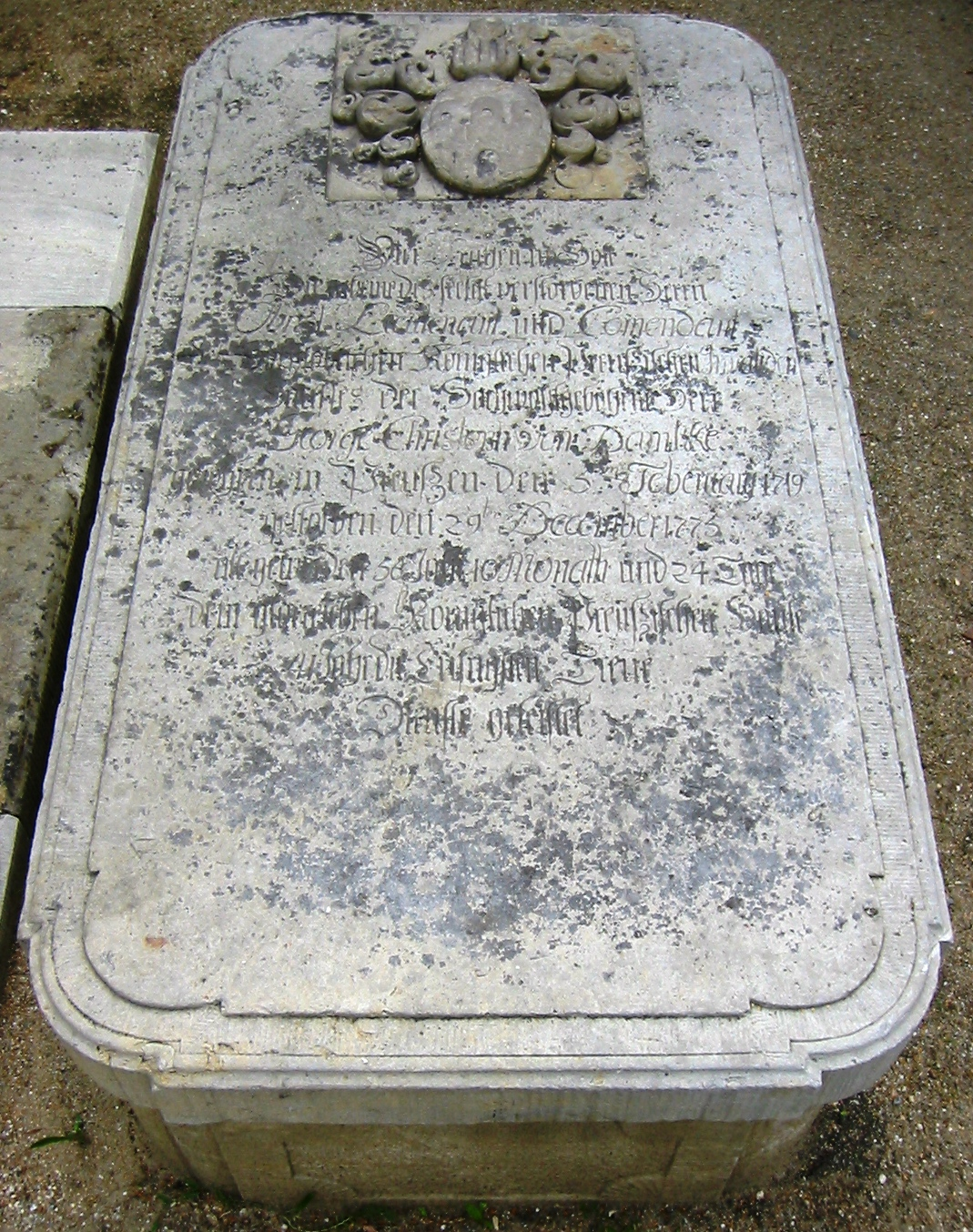
Grabstein von Daembke auf dem Invalidenfriedhof in Berlin

Georg Christoph von Daembke (* 5. Februar 1719 in Dietrichdorf im Amt Neidenburg; † 1. Dezember 1775 in Berlin) war zweiter Chef des Invalidenkorps und Kommandant des Invalidenhauses in Berlin.

## Leben
Er ist der Sohn des preußischen Leutnants Johann Siegesmund von Daembke.
Daemble ging 1740 in preußische Dienste beim Regiment „Truchseß“ und wurde 1741 zum Fähnrich befördert. Am 2. Dezember 1744 wurde er Sekondeleutnant und am 27. April 1752 Premierleutnant. Bis 1759 avancierte er zum Kapitän. Es dauerte bis 1767, bis Daembke Major wurde. Im Jahr darauf wurde er Oberstleutnant und Chef des Invalidenkorps sowie Kommandant des Invalidenhauses in Berlin.
Er starb dort unverheiratet am 1. Dezember 1775 und wurde auf dem Invalidenfriedhof begraben.